# Tipula (Yamatotipula) hexacantha
Tipula (Yamatotipula) hexacantha is een tweevleugelige uit de familie langpootmuggen (Tipulidae). De soort komt voor in het Oriëntaals gebied.